# 常宁市人民政府
26°25′40″N 112°24′24″E / 26.427703°N 112.406782°E
常宁市人民政府（简称常宁市政府）是中华人民共和国湖南省衡阳市常宁市的行政管理机关。现任市长是罗卫华，2021年6月上任。

## 沿革
1996年撤县设市。

## 历任领导

### 市长
| 姓名   | 就任日期      | 卸任日期  | 备注  |
| ------ | ------------- | --------- | ----- |
| 廖本翔 | 1997年1月18日 | 1998年    |       |
| 吴乐胜 | 2016年7月     | 2021年5月 | [ 1 ] |
| 罗卫华 | 2021年6月     |           | [ 2 ] |